# Правителі Тоскани
Правителі Тоскани, якими спочатку були маркграфи, пізніше представники найзнатніших і найвпливовіших сімей області, великі герцоги.
Титул Великого князя (герцога) Тосканського було створено 27 серпня 1569 року Папською буллою Папи Пія V для Козімо I де Медічі. Його коронація відбулася в Римі 5 березня 1570 року руками самого Папи.
Династія Медічі правила Флорентійською республікою, попередницею Великого князівства Тосканського з 1434 року, спочатку як князі Флоренції, а потім як герцоги. Титул Великого князя був фактично другим титулом наданим Папою сім’ї Медічі, першим був титул князя Флорентійської Республіки (Duca della Repubblica Fiorentina), заснований Папою Климентом VII 1532 року.
Офіційною резиденцією Великих князів був Палаццо Пітті у Флоренції, куплений Медічі 1549 року.
З 1737 по 1801 р. Великими князями Тоскани були представники Габсбурзько-Лотаринзької династії. У 1801-1807 роках Бурбони-Пармські, за підтримки Наполеона правили королівством Етрурії, що було створене замість Великого князівства Тоскани. У 1807-1814 р. фактично була анексована Францією, а сестра Наполеона Еліза Бонапарт отримала титул Великої княгині Тосканської.
У 1814–1860 рр. Великими князям Тоскани були представники династії Габсбурги-Лотаринзькі. Леопольдо II був вигнаний з Тоскани революцією з 21 лютого по 12 квітня 1849 р., а потім знову 27 квітня 1859 р. 21 липня 1859 р. він зрікся престолу на користь свого сина Фердинандо IV, але той був скинутий тимчасовим урядом 16 серпня 1859 р. А 22 березня 1860 року Тоскана була анексована П'ємонтом-Сардинією.

## Тосканська марка (маркграфи)
Боніфації

За походженням графи Лукки.
- 812-813 Боніфацій I
- 828-834 Боніфацій II
- 835-845 Аган (не належав до цієї династії)
- 847-886 Адальберт I
- 886-915 Адальберт II Багатий
- 915-929 Гі
- 929-931 Ламберт

Арльський дім

За походженням родичі (переважно незаконні) Гуго Арльського, короля Італії. Перших маркграфів Гуго призначив, змістивши представника початкової династії.
- 931-936 Бозо
- 936-961 Губерт
- 961-1001 Гуго Великий

Інші

- 1004-1011 Боніфацій III
- 1014-1027 Раньє

Дім Каносси

За походженням графи Каноські.
- 1027-1052 Боніфацій IV
- 1052-1055 Фрідріх
- 1052-1076 Беатриса, як дружина Боніфація IV і регент для Фрідріха та Матільди
  - 1054-1069 Годфрід I, як чоловік Беатриси
  - 1069-1076 Годфрід II, як чоловік Матільди
- 1076-1115 Матільда
  - 1089-1095 Гвельф, як чоловік Матільди.

## Великі князі Тосканські
- 12 липня 1737 – 18 серпня 1765 Франческо ІІ Стефано
- 18 серпня 1765 – 22 липня 1790 Леопольдо І
- 22 липня 1790 – 3 серпня 1801 Фердинандо III

- 21 березня 1801 – 27 травня 1803 Людовико I , король Етрурії
- 27 травня 1803 – 10 грудня 1807 Людовико ІІ, король Етрурії

- 11 грудня 1807 – 27 квітня 1814 Еліза Бонапарт

- 27 квітня 1814 – 18 червня 1824 Фердинандо III
- 18 червня 1824 – 21 липня 1859 Леопольдо ІІ
- 21 липня 1859 – 22 березня 1860 Фердинандо IV

## Претенденти
- 1860–1908 Фердинандо IV
- 1908–1921 Йосип Фердинанд
- 1921–1948 Петро Фердинанд
- 1948–1984 Ґотфрід
- 1984–1993 Леопольдо Франческо
- 1993–наш час Сигізмунд